# S Rank Monster no “Behemoth” dakedo, Neko to Machigawarete Elf Musume no Pet Toshite Kurashitemasu
S Rank Monster no “Behemoth” dakedo, Neko to Machigawarete Elf Musume no Pet Toshite Kurashitemasu (Ｓランクモンスターの《ベヒーモス》だけど、猫と間違われてエルフ娘の騎士ペットとして暮らしてます Esuranku Monsutā no "Behīmosu" dakedo, Neko to Machigawarete Erufu Musume no Kishi Petto to Shite Kurashitemasu?), es una serie de novelas ligeras japonesas escritas por Nozomi Ginyoku e ilustradas por Mitsuki Yano. La serie comenzó a serializarse en el sitio web de publicación de novelas generadas por usuarios Shōsetsuka ni Narō en agosto de 2017. Más tarde fue adquirida por Micro Magazine, que comenzó a publicarla bajo su sello GC Novels en marzo de 2018. 
Una adaptación al manga ilustrada por Taro Shinonome comenzó a serializarse en la revista Young Animal Arashi de Hakusensha en marzo de 2018 antes de ser transferida a la revista Young Animal en julio del mismo año. Una adaptación a serie de televisión de anime producida por Zero-G y Saber Works se emitió de enero a marzo de 2025.

## Sinopsis
Un caballero sin nombre es asesinado y se reencarna en un bebé Behemoth, uno de los monstruos más grandes, que se parece a un gato común. Una elfa llamada Aria lo adopta como mascota y lo llama Tama. Él rápidamente se enamora de ella, y cuando demuestra sus increíbles poderes para protegerla, todos asumen que es un gato elemental. Aria tuvo malas experiencias con los hombres, pero llega a amar a Tama, y varias otras mujeres también se enamoran de él.

## Personajes
Tama (タマ?)
 Seiyū: Tasuku Hatanaka, Riho Sugiyama (gato)
Aria (アリア?)
 Seiyū: Hinaki Yano
Vulcan (ヴァルカ Baruka?)
 Seiyū: Tomori Kusunoki
Stella (ステラ Sutera?)
 Seiyū: Hitomi Ueda
Lily (リリ Riri?)
 Seiyū: Nonoka Ōbuchi
Feri (フェリ?)
 Seiyū: Yū Wakui

## Contenido de la obra

### Novelas ligeras
La novela ligera fue escrito por Nozomi Ginyoku, S Rank Monster no “Behemoth” dakedo, Neko to Machigawarete Elf Musume no Pet Toshite Kurashitemasu comenzó a serializarse en el sitio web de publicación de novelas generadas por usuarios Shōsetsuka ni Narō el 19 de agosto de 2017. Más tarde fue adquirido por Micro Magazine, que comenzó a publicarlo con ilustraciones de Mitsuki Yano bajo su sello GC Novels el 30 de marzo de 2018. Se han lanzado dos volúmenes a partir de octubre de 2018. 
Durante su panel de Anime Expo 2019, Yen Press anunció que licenciaron la novela ligera.
| Volúmenes de novelas ligeras publicadas | Volúmenes de novelas ligeras publicadas | Volúmenes de novelas ligeras publicadas |
| Número                                  | Fecha de lanzamiento                    | ISBN                                    |
| --------------------------------------- | --------------------------------------- | --------------------------------------- |
| 1                                       | 30 de marzo de 2018                     | ISBN 978-4-89-637700-2                  |
| 2                                       | 30 de octubre de 2018                   | ISBN 978-4-89-637829-0                  |

### Manga
Una adaptación al manga ilustrada por Taro Shinonome comenzó a publicarse en la revista Young Animal Arashi de Hakusensha el 2 de marzo de 2018. El manga fue transferido posteriormente a la revista Young Animal el 13 de julio del mismo año. Los capítulos del manga se han recopilado en once volúmenes tankōbon a partir de marzo de 2024.
Durante su panel en la Anime Expo 2019, Yen Press anunció que también licenciaron la adaptación al manga.

### Anime
El 18 de marzo de 2024 se anunció una adaptación televisiva de anime. La serie está producida por Zero-G y Saber Works y dirigida por Tetsuo Hirakawa, con Kanichi Katō a cargo de los guiones de la serie y Tomoyuki Abe diseñando los personajes. La serie se emitió del 4 de enero al 22 de marzo de 2025 en Tokyo MX y otras cadenas. El tema de apertura es "Saijōkyū no Kokoro" de Nonoka Ōbuchi, mientras que el tema final es "Rimi" de Poka Poka Ion, una unidad musical especial de las actrices de voz Nao Tōyama y Kiyono Yasuno. Sentai Filmworks obtuvo la licencia de la serie en América del Norte, Australia y las islas británicas para su transmisión en HIDIVE. AnimeBox obtuvo la licencia de la serie en España. Muse Communication obtuvo la licencia de la serie en Asia-Pacífico.